# Kim Robertson (Leichtathletin)
Kim Robertson (* 10. März 1957) ist eine ehemalige neuseeländische Sprinterin.
Bei den British Commonwealth Games 1974 in Christchurch wurde sie Fünfte in der 4-mal-100-Meter-Staffel. Über 100 und 200 Meter schied sie im Vorlauf aus.
1997 gewann sie bei den Pacific Conference Games Bronze über 200 Meter. Bei den Commonwealth Games 1978 in Edmonton wurde sie Vierte mit der neuseeländischen 4-mal-100-Meter-Stafette und erreichte über 100 und 200 Meter das Halbfinale.
Im Jahr darauf wurde sie beim Weltcup 1979 in Montreal Siebte über 200 Meter und mit der ozeanischen Mannschaft jeweils Sechste in der 4-mal-100-Meter-Staffel und der 4-mal-400-Meter-Staffel.
Der Olympiaboykott Neuseelands verhinderte eine Teilnahme an den Olympischen Spielen 1980 in Moskau.
Bei den Commonwealth Games 1982 in Brisbane wurde sie Fünfte über 400 Meter und Sechste mit der neuseeländischen 4-mal-400-Meter-Stafette.
1985 gewann sie bei den Hallenweltspielen in Paris Bronze über 200 Meter und wurde fünfte über 60 Meter.
Siebenmal wurde sie Neuseeländische Meisterin über 200 Meter (1977–1980, 1982–1984) und je sechsmal über 100 Meter (1977–1980, 1982, 1983) und 400 Meter (1977, 1979, 1980, 1982–1984). 1984 wurde sie Australische Meisterin über 400 Meter.

## Persönliche Bestzeiten
- 60 m (Halle): 7,43 s, 19. Januar 1985, Paris (neuseeländischer Rekord)
- 100 m: 11,62 s, 4. März 1978, Wellington
- 200 m: 23,13 s, 15. Juli 1978, Walnut (ehemaliger neuseeländischer Rekord)
  - Halle: 23,69 s, 18. Januar 1985, Paris (neuseeländischer Rekord)
- 400 m: 51,60 s, 19. Januar 1980, Christchurch (neuseeländischer Rekord)